# Седойкіна Ганна Сергіївна
Ганна Сергіївна Седойкина (нар. 1 серпня 1984 року, Волгоград) — російська гандболістка, воротарка збірної Росії і гандбольного клубу «Ростов-Дон». Олімпійська чемпіонка ігор 2016 року в Ріо-де-Жанейро. Заслужений майстер спорту (2009).

## Кар'єра
У гандболі з 1995 року. З 2000 по 2015 роки виступала за команду «Динамо» (Волгоград) (до 2004 року — «Аква», «Динамо-Аква»). П'ятиразова чемпіонка Росії (2001, 2009, 2010, 2011, 2012). Срібний призер чемпіонатів Росії (2002-2006), бронзовий призер чемпіонатів Росії (2007, 2008), володарка Кубка ЄГФ (2008), срібний призер чемпіонату Європи серед клубів (2001).
У складі збірних: чемпіонка Європи серед дівчат (2001), чемпіонка Європи серед молодіжних команд (2002), чемпіонка світу серед молодіжних команд (2003). У 2004 році на міжнародному турнірі в Німеччині провела перші матчі за національну команду Росії. Повернулася до складу збірної Росії в 2008 році, виграла бронзові медалі чемпіонату Європи.

## Нагороди
- Орден Дружби (25 серпня 2016 року) — за високі спортивні досягнення на Іграх XXXІ Олімпіади 2016 року в місті Ріо-де-Жанейро (Бразилія), проявлену волю до перемоги[3].